# Героян, Альберт Хосрович
Альбе́рт Хо́срович Героя́н (арм. Ալբերտ  Հերոյան; 3 июня 1940 село Азатан, Армянская ССР) — армянский государственный и политический деятель.

## Биография
- Окончил Московский кооперативный институт по специальности товаровед пищевых продуктов.
- 1963—1975 — главный инженер Одзунского пищевого комбината.
- 1975—1977 — главный инженер Каракертского консервного завода.
- 1977—1993 — генеральный директор Араратского консервного завода.
- С 1993 — генеральный директор Ереванского коньячного завода.

В 1995—1998 годах — депутат парламента; член постоянной комиссии по финансово-бюджетным, кредитным и экономическим вопросам. Беспартийный.
- 1998—2006 — марзпет (губернатор) Армавирского марза.